# Keep of Kalessin
Keep of Kalessin – norweska grupa muzyczna, powstała w 1993 roku w Trondheim. Do 2006 roku zespół prezentował black metal. Jako formę scenicznej ekspresji stosował także corpse paint. W latach późniejszych grupa zmieniła styl wykonywanej muzyki na melodic death metal z nielicznymi wpływami melodic black metalu. Zmiany przysporzyły kwartetowi popularności, m.in. w rodzimej Norwegii gdzie nagrania Keep of Kalessin był notowane na liście sprzedaży VG-Lista.

## Historia

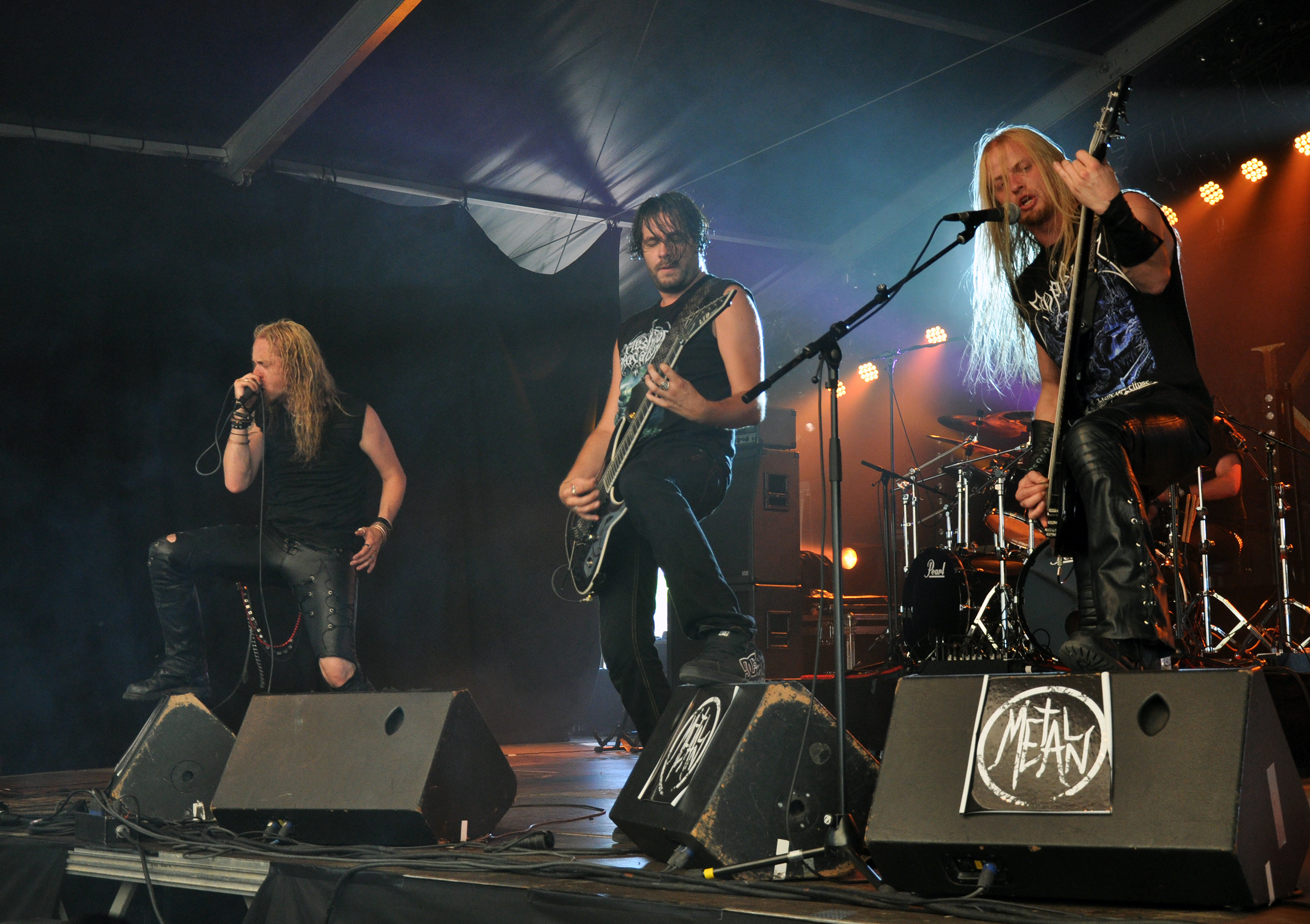
Od lewej: Torbjørn „Thebon” Schei, Arnt Ove „Obsidian Claw” Grønbech i Robin „Wizziac” Isaksen podczas koncertu Metal Mean Festival w Belgii 20 sierpnia 2011 roku

Grupa powstała 1993 roku w Trondheim pod nazwą Ildskjaer. Obecna nazwa grupy Keep of Kalessin została zaczerpnięta z serii książek Ziemiomorze autorstwa Ursuli Le Guin. W 1995 roku ukazało się pierwsze demo zespołu zatytułowane Skygger av Sorg wydane nakładem Demonion Productions.
W 1997 roku nakładem włoskiej wytwórni muzycznej Avantgarde Music ukazał się pierwszy album grupy pt. Through Times of War. Dwa lata później również nakładem Avantgarde Music ukazał się drugi album Keep of Kalessin Agnen: A Journey Through the Dark.
6 grudnia 2003 roku ukazał się pierwszy minialbum zespołu Reclaim wydany nakładem FaceFront Records. Wcześniej do grupy dołączyli wokalista Attila Csihar występujący m.in. we włoskiej grupie Aborym oraz Kjetil „Frost” Haraldstad perkusista pochodzącej z Oslo grupy Satyricon. W 2004 roku grupę opuścił Kjetil „Frost” Haraldstad, którego zastąpił poprzedni perkusista Keep of Kalessin Vegard „Vyl” Larsen.
2 maja 2005 roku grupa przystąpiła do prac nad swoim trzecim albumem zatytułowanym Armada. Płyta ukazała się 27 marca 2006 roku nakładem wytwórni muzycznej Tabu Recordings, debiutując na 20 miejscu listy sprzedaży w rodzimej dla grupy Norwegii. W styczniu 2007 roku zespół otrzymał nominację do Spellemannprisen, norweskiego odpowiednika nagrody Grammy, w kategorii najlepszy zespół metalowy 2006 roku.
W kwietniu 2008 roku wraz z grupami Behemoth i Dimmu Borgir zespół wystąpił podczas trasy koncertowej The Invaluable Darkness Tour Part 2 w Stanach Zjednoczonych i Kanadzie. 6 czerwca tego samego roku nakładem Indie Recordings i Nuclear Blast ukazał się czwarty album grupy zatytułowany Kolossus.
W roku 2010 ukazał się zaś piąty album zespołu Reptilian. Tak jak na dwóch ostatnich wydawnictwach zespół odbiegł od typowo black metalowej stylistyki wplatając w swoją muzykę elementy thrash i melodic death metalu. Album już został wysoko oceniony przez krytyków. Zespół wziął także udział w eliminacjach do Eurowizji wraz z piosenką z nowego albumu „The Dragontower”, jednak nie przeszedł do finału.

## Muzycy
| Obecny skład zespołu - Arnt Ove „Obsidian Claw” Grønbech – śpiew (od 2013), gitara, syntezator (od 1993) - Robin „Wizziac” Isaksen – gitara basowa (od 2004) - Vegard „Vyl” Larsen – perkusja (1993-2000, od 2004) Muzycy koncertowi - Olivier "Oli" Beaudoin – perkusja (2011) - Sondre Drangsland – perkusja (2013) | Byli członkowie zespołu - Torbjørn „Thebon” Schei – śpiew (2004-2013) - Magnus „Ghâsh” Hjertaas – śpiew (1993-2000) - Øyvind „Warach” Westrum – gitara basowa (1993-2000) - Attila Csihar – śpiew (2003-2004) - Kjetil „Frost” Haraldstad – perkusja (2003-2004) - „Kesh” – gitara basowa (2003-2004) - Tor-Helge „Cernunnus” Skei – gitara (2003) |

## Dyskografia
| 1997                           | Through Times of War - Data: 27 kwietnia 1997 - Wydawca: Avantgarde Music             | –  |
| 1999                           | Agnen: A Journey Through the Dark - Data: 9 sierpnia 1999 - Wydawca: Avantgarde Music | –  |
| 2006                           | Armada - Data: 27 marca 2006 - Wydawca: Tabu Recordings                               | –  |

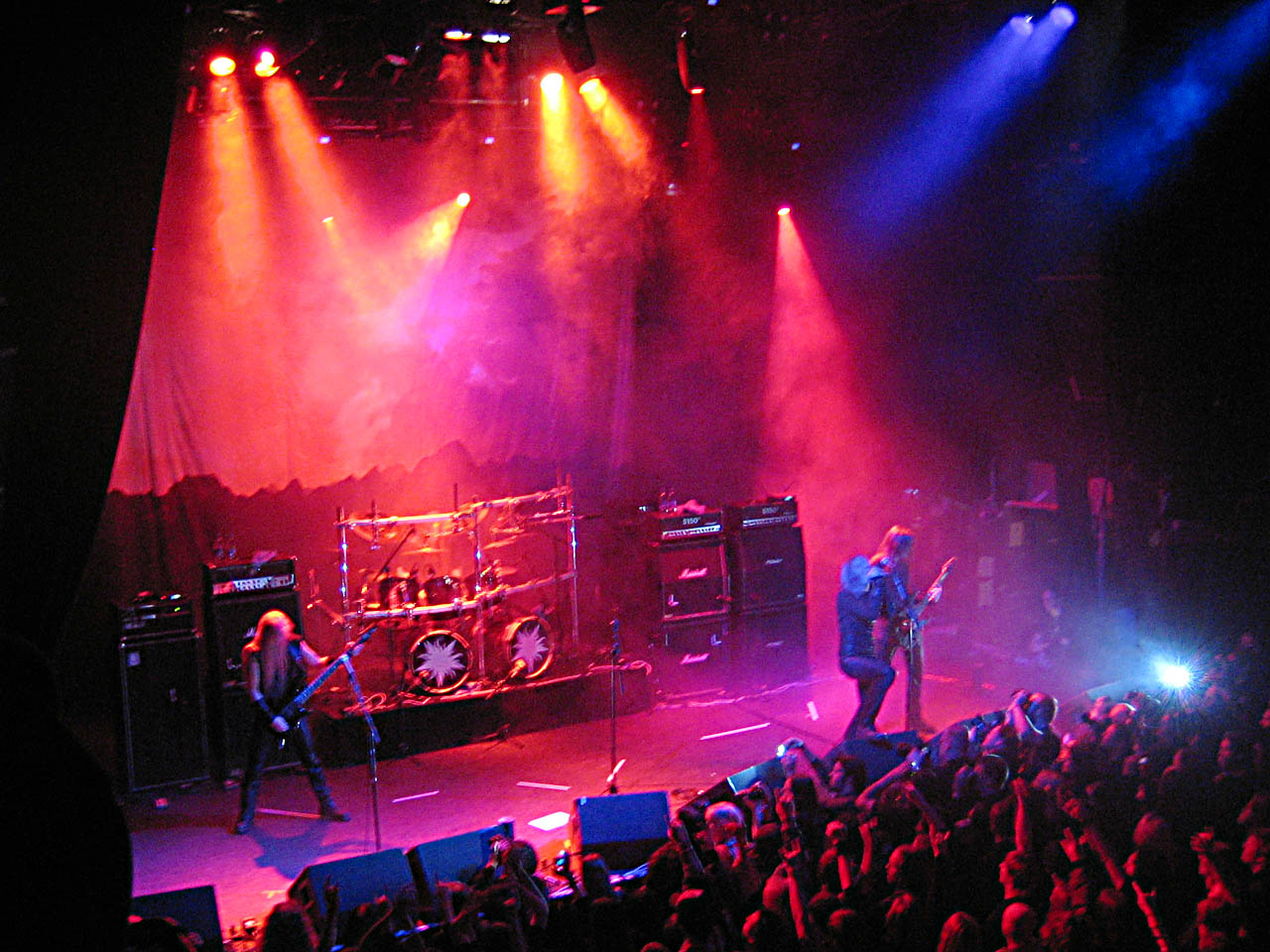
Keep of Kalessin podczas koncertu na Inferno Metal Festival w Oslo w Norwegii 13 kwietnia 2006 roku

| 2008                           | Kolossus - Data: 6 czerwca 2008 - Wydawca: Indie Recordings/Nuclear Blast             | 19 |
| 2010                           | Reptilian - Data: 10 maja 2010 - Wydawca: Indie Recordings/Nuclear Blast              | 2  |
| 2015                           | Epistemology - Data: 16 lutego 2015 - Wydawca: Indie Recordings                       | –  |
| „–” pozycja nie była notowana. |                                                                                       |    |

| 2010                           | „The Dragontower”             | 17 |
| 2011                           | „The Divine Land (2011 edit)” | –  |
| „–” pozycja nie była notowana. |                               |    |

| Rok  | Tytuł                                                                                                  |
| ---- | --- |
| 1996 | Skygger av Sorg (demo) - Data: 1996 - Wydawca: Demonion Productions                                    |
| 2001 | Originators of Northern Darkness - A Tribute to Mayhem - Data: 2 maja 2001 - Wydawca: Avantgarde Music |
| 2003 | Reclaim (EP) - Data: 6 grudnia 2003 - Wydawca: FaceFront Records                                       |
| 2013 | Introspection (EP) - Data: 9 kwietnia 2013 - Wydawca: Indie Recordings                                 |

## Teledyski
| Rok  | Tytuł                | Reżyseria       | Album         |
| ---- | -------------------- | --------------- | ------------- |
| 2003 | „Come Damnation”     | –               | Reclaim       |
| 2006 | „Into The Fire”      | –               | Armada        |
| 2007 | „Crown Of The Kings” | Marc Webb       | Armada        |
| 2008 | „Ascendant”          | Patrick Ullaeus | Kolossus      |
| 2013 | „Introspection”      | –               | Introspection |

## Nagrody i wyróżnienia
| Rok  | Nagroda                 | Kategoria                           | Uwagi     |
| ---- | ----------------------- | ----------------------------------- | --------- |
| 2007 | Spellemannprisen, 2006  | Metal (Armada)                      | Nominacja |
| 2007 | Metal Storm Awards 2006 | The Best Black Metal Album (Armada) | 3 miejsce |
| 2007 | Alarmprisen             | Metal (Armada)                      | Nominacja |
| 2009 | Spellemannprisen, 2008  | Metal (Kolossus)                    | Nominacja |